# Pax Americana

Amerykańska flaga

Pax Americana (łac. „Amerykański pokój“) – koncepcja relatywnego pokoju w świecie zachodnim od końca II wojny światowej w 1945 roku, związana z dominującą pozycją Stanów Zjednoczonych w sferze militarnej i ekonomicznej. Koncepcja ta powstała na wzór starożytnej koncepcji Pax Romana, wywodzącej się z Cesarstwa Rzymskiego.